# Японія на зимових Олімпійських іграх 2010
Японія на зимових Олімпійських іграх 2010 була представлена 95 спортсменами в 14 видах спорту. Прапороносцем на церемонії відкриття стала ковзанярка Окадзакі Томомі, а на церемонії закриття — фігуристка Асада Мао. Японці завоювали 5 медалей (3 срібні та дві бронзові) і посіли 20-е загальнокомандне місце.

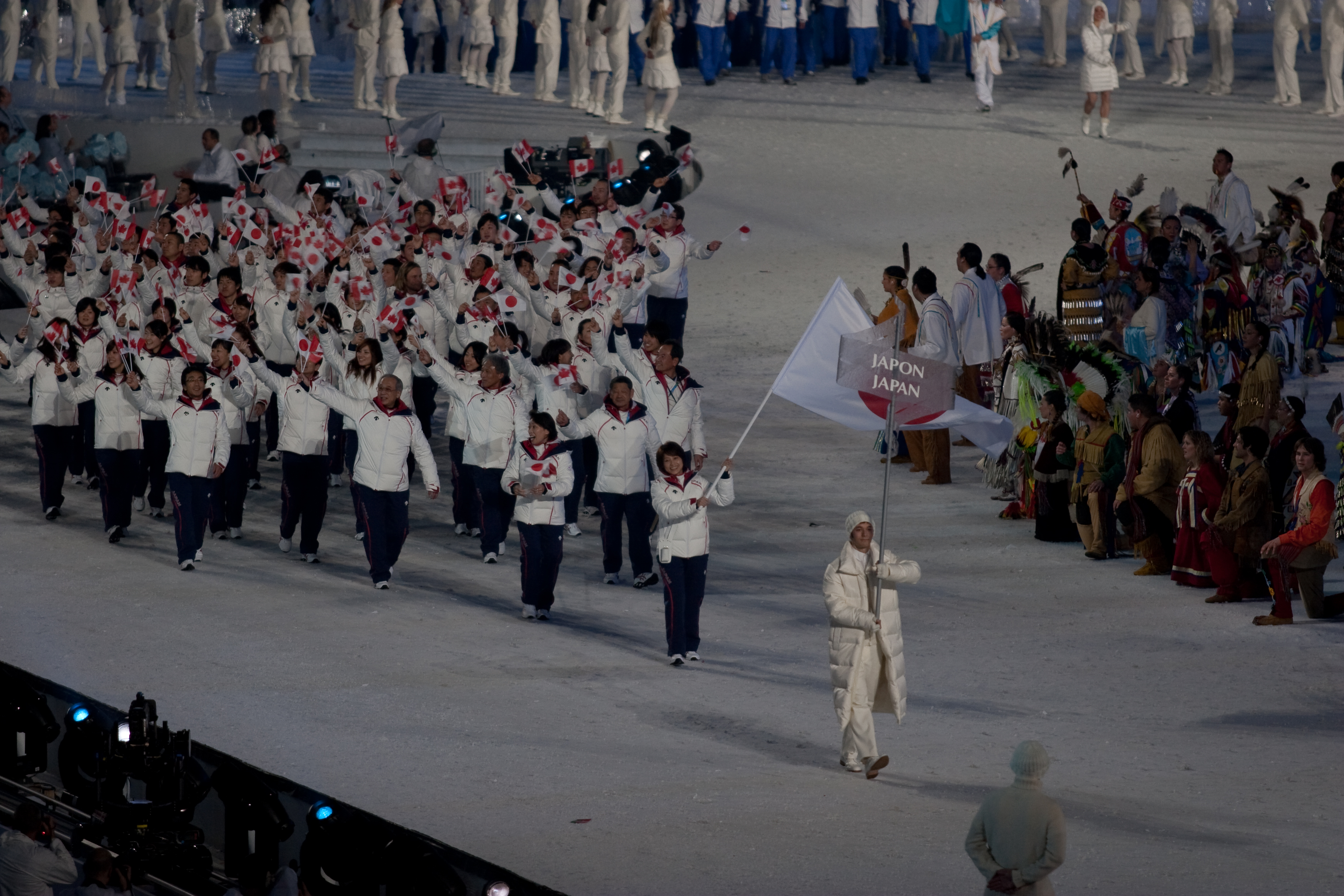
Збірна Японії під час Параду націй на церемонії відкриття Олімпіади

## Медалісти
Срібло
| Срібло |                                          |                                                            |
| №      | Спортсмени                               | Вид спорту (дисципліна)                                    |
| 1      | Кейїтіро Наґасіма                        | Ковзанярський спорт                                        |
| 2      | Асада Мао                                | Фігурне катання (жінки)                                    |
| 3      | Ходзумі Масако, Кодайра Нао, Табата Макі | Ковзанярський спорт (командна гонка переслідування, жінки) |

Бронза
| Бронза |                  |                         |
| №      | Спортсмени       | Вид спорту (дисципліна) |
| 1      | Дайсуке Такахасі | Фігурне катання         |
| 1      | Дзьодзі Като     | Ковзанярський спорт     |

## Спортсмени
| Вид спорту          | Чоловіки | Жінки | Всього |
| ------------------- | -------- | ----- | ------ |
| Біатлон             | 1        | 1     | 2      |
| Бобслей             | 4        | 2     | 6      |
| Гірськолижний спорт | 2        | 0     | 2      |
| Керлінг             | 0        | 5     | 5      |
| Ковзанярський спорт | 10       | 9     | 19     |
| Лижне двоборство    | 5        | 0     | 5      |
| Лижні перегони      | 2        | 4     | 6      |
| Санний спорт        | 1        | 2     | 3      |
| Скелетон            | 2        | 1     | 3      |
| Сноубординг         | 5        | 7     | 15     |
| Стрибки з трампліна | 5        | 0     | 5      |
| Фігурне катання     | 4        | 4     | 8      |
| Фристайл            | 5        | 5     | 10     |
| Шорт-трек           | 3        | 5     | 8      |
| Всього              | 50       | 45    | 95     |

## Біатлон
| Спортсмени    | Дисципліна                        | Час     | Хиби    | Місце |
| ------------- | --------------------------------- | ------- | ------- | ----- |
| Іса Гіденорі  | індивідуальні перегони (чоловіки) | 58:06.2 | 3+0+3+3 | 83    |
| Іса Гіденорі  | спринт (чоловіки)                 | 27:42.2 | 1+2     | 68    |
| Судзукі Фуюко | індивідуальні перегони (жінки)    | 46:30.3 | 1+1+0+1 | 53    |
| Судзукі Фуюко | спринт (жінки)                    | 21:58.0 | 1+0     | 44    |
| Судзукі Фуюко | перегони переслідування (жінки)   | 36:41.9 | 0+0+0+1 | 54    |

## Бобслей
| Спортсмен                                                 | Дисципліна          | 1-й заїзд | 1-й заїзд | 2-й заїзд | 2-й заїзд | 3-й заїзд | 3-й заїзд | 4-й заїзд | 4-й заїзд | Сума    | Сума  |
| Спортсмен                                                 | Дисципліна          | Час       | Місце     | Час       | Місце     | Час       | Місце     | Час       | Місце     | Час     | Місце |
| --------------------------------------------------------- | ------------------- | --------- | --------- | --------- | --------- | --------- | --------- | --------- | --------- | ------- | ----- |
| Судзукі Хіросі Кобаясі Рюіті                              | двійки (чоловіки)   | 53.24     | 23        | 52.30     | 23        | 53.13     | 21        | -         | -         | 2:39.67 | 21    |
| Хіно Манамі Асазу Кономі                                  | двійки (жінки)      | 54.64     | 18        | 54.78     | 19        | 54.65     | 16        | 54.31     | 15        | 3:38.38 | 16    |
| Судзукі Хіросі Дойгава Шиндзі Міяуті Масару Кобаясі Рюіті | четвірки (чоловіки) | 52.09     | 19        | 54.16     | 21        | 52.53     | 18        | -         | -         | 2:38.78 | 21    |

## Гірськолижний спорт
| Спортсмен        | Дисципліна        | 1-й спуск    | 1-й спуск    | 2-й спуск    | 2-й спуск    | Сума         | Сума         |
| Спортсмен        | Дисципліна        | Час          | Місце        | Час          | Місце        | Час          | Місце        |
| ---------------- | ----------------- | ------------ | ------------ | ------------ | ------------ | ------------ | ------------ |
| Сасакі Акіра     | слалом (чоловіки) | 49.41        |              | 52.35        |              | 1:41.76      | 18           |
| Мінагава Кентаро | слалом (чоловіки) | не фінішував | не фінішував | не фінішував | не фінішував | не фінішував | не фінішував |

## Керлінг
Підсумок
| Збірна                                                         | Дисципліна     | Груповий етап    | Груповий етап    | Груповий етап    | Груповий етап    | Груповий етап    | Груповий етап    | Груповий етап    | Груповий етап    | Груповий етап    | Груповий етап | Півфінал         | Фінал            | Фінал      |            |
| Збірна                                                         | Дисципліна     | Суперник Рахунок | Суперник Рахунок | Суперник Рахунок | Суперник Рахунок | Суперник Рахунок | Суперник Рахунок | Суперник Рахунок | Суперник Рахунок | Суперник Рахунок | Місце         | Суперник Рахунок | Суперник Рахунок | Місце      | Rank       |
| -------------------------------------------------------------- | -------------- | ---------------- | ---------------- | ---------------- | ---------------- | ---------------- | ---------------- | ---------------- | ---------------- | ---------------- | ------------- | ---------------- | ---------------- | ---------- | ---------- |
| Мегуро Мое Омія Анна Мотохасі Марі Ісідзакі Котомі Ямаура Майо | Жіночий турнір | USA W 9-7        | CAN L 6–7        | CHN L 5–9        | GBR W 11–4       | RUS W 12–9       | GER L 6–7        | SUI L 4–10       | SWE L 6–10       | DEN L 5–7        | 8             | Не пройшли       | Не пройшли       | Не пройшли | Не пройшли |

## Ковзанярський спорт
| Спортсмен         | Дисципліна         | Заїзд 1 | Заїзд 1 | Заїзд 2 | Заїзд 2 | Фінал    | Фінал |
| Спортсмен         | Дисципліна         | Час     | Місце   | Час     | Місце   | Час      | Місце |
| ----------------- | ------------------ | ------- | ------- | ------- | ------- | -------- | ----- |
| Дедзіма Сігеюкі   | 5000 м (чоловіки)  |         |         |         |         | 6:43.82  | 27    |
| Дої Сінго         | 1500 м (чоловіки)  |         |         |         |         | 1:49.77  | 30    |
| Хага Рехей        | 1000 м (чоловіки)  |         |         |         |         | 1:11.46  | 29    |
| Хірако Хірокі     | 5000 м (чоловіки)  |         |         |         |         | 6:33.90  | 19    |
| Хірако Хірокі     | 10000 м (чоловіки) |         |         |         |         | 13:37.56 | 11    |
| Като Дзьодзі      | 500 м (чоловіки)   | 34.937  | 3       | 35.076  | 5       | 70.01    | 3     |
| Наґасіма Кейїтіро | 500 м (чоловіки)   | 35.108  | 6       | 34.876  | 1       | 69.98    | 2     |
| Наґасіма Кейїтіро | 1000 м (чоловіки)  |         |         |         |         | 1:12.71  | 37    |
| Обара Тадасі      | 1000 м (чоловіки)  |         |         |         |         | 1:10.51  | 17    |
| Охта Акіо         | 500 м (чоловіки)   | 35.315  | 15      | 35.347  | 17      | 70.66    | 17    |
| Оїкава Юя         | 500 м (чоловіки)   | 35.174  | 13      | 35.254  | 14      | 70.42    | 13    |
| Сугіморі Терухіро | 1000 м (чоловіки)  |         |         |         |         | 1:11.13  | 26    |
| Сугіморі Терухіро | 1500 м (чоловіки)  |         |         |         |         | 1:49.19  | 26    |
| Ходзумі Масако    | 3000 м (жінки)     |         |         |         |         | 4:07.36  | 6     |
| Ходзумі Масако    | 5000 м (жінки)     |         |         |         |         | 7:04.97  | 7     |
| Ісідзава Сіхо     | 3000 м (жінки)     |         |         |         |         | 4:15.62  | 15    |
| Ісідзава Сіхо     | 5000 м (жінки)     |         |         |         |         | 7:12.23  | 9     |
| Кодайра Нао       | 500 м (жінки)      | 38.835  | 12      | 38.797  | 12      | 77.63    | 12    |
| Кодайра Нао       | 1000 м (жінки)     |         |         |         |         | 1:16.80  | 5     |
| Кодайра Нао       | 1500 м (жінки)     |         |         |         |         | 1:58.20  | 5     |
| Наторі Ері        | 3000 м (жінки)     |         |         |         |         | 4:18:18  | 21    |
| Окадзакі Томомі   | 500 м (жінки)      | 38.971  | 17      | 39.060  | 20      | 78.03    | 16    |
| Окадзакі Томомі   | 1000 м (жінки)     |         |         |         |         | 1:19.41  | 34    |
| Сіня Сіхомі       | 500 м (жінки)      | 38.964  | 16      | 38.765  | 10      | 77.72    | 14    |
| Табата Макі       | 1500 м (жінки)     |         |         |         |         | 2:00.12  | 19    |
| Такаґі Міхо       | 1000 м (жінки)     |         |         |         |         | 1:19.53  | 35    |
| Такаґі Міхо       | 1500 м (жінки)     |         |         |         |         | 2:01.86  | 23    |
| Йосії Саюрі       | 500 м (жінки)      | 38.566  | 6       | 38.432  | 5       | 76.99    | 5     |
| Йосії Саюрі       | 1000 м (жінки)     |         |         |         |         | 1:17.81  | 15    |
| Йосії Саюрі       | 1500 м (жінки)     |         |         |         |         | 2:02.26  | 26    |

## Лижне двоборство
| Спорстмен                                                | Дисципліна                        | Стрибки з трампліна | Стрибки з трампліна | Стрибки з трампліна | Лижні перегони | Лижні перегони | Разом   | Разом |
| Спорстмен                                                | Дисципліна                        | Відстань стрибка    | Результат           | Місце               | Час            | Місце          | Час     | Місце |
| -------------------------------------------------------- | --------------------------------- | ------------------- | ------------------- | ------------------- | -------------- | -------------- | ------- | ----- |
| Като Тайхей                                              | Нормальний трамплін/10 км         | 96.5                | 114.0               | 28                  | 25:43.9        | 25             | 27:09.9 | 24    |
| Като Тайхей                                              | Великий трамплін/10 км            | 112.5               | 90.2                | 31                  | 26:11.0        | 28             | 28:38.0 | 30    |
| Кобаясі Норіхіто                                         | Нормальний трамплін/10 км         | 99.0                | 121.0               | 12                  | 25:11.0        | 9              | 26:09.0 | 7     |
| Кобаясі Норіхіто                                         | Великий трамплін/10 км            | 112.0               | 90.5                | 30                  | 26:00.1        | 23             | 28:26.1 | 27    |
| Мінато Юсуке                                             | Нормальний трамплін/10 км         | DNS                 | DNS                 | DNS                 | DNS            | DNS            | DNS     | DNS   |
| Мінато Юсуке                                             | Великий трамплін/10 км            | 110.0               | 87.0                | 34                  | 25:30.0        | 13             | 28:10.0 | 26    |
| Такахасі Дайто                                           | Нормальний трамплін/10 км         | 98.0                | 199.5               | 13                  | 26:21.0        | 33             | 27:25.0 | 27    |
| Такахасі Дайто                                           | Великий трамплін/10 км            | DNS                 | DNS                 | DNS                 | DNS            | DNS            | DNS     | DNS   |
| Ватабе Акіто                                             | Нормальний трамплін/10 км         | 96.5                | 114.5               | 27                  | 25:41.0        | 23             | 27.15.0 | 21    |
| Ватабе Акіто                                             | Великий трамплін/10 км            | 125.0               | 112.5               | 9                   | 25:23.7        | 11             | 26:21.7 | 9     |
| Такахасі Дайто Ватабе Акіто Кобаясі Норіхіто Като Тайхей | командний великий трамплін/4×5 км | 518                 | 475.9               | 4                   | 50:04.8        | 6              | 50:45.8 | 6     |

## Лижні перегони
| Спортсмен         | Дисципліна                          | Фінал     | Фінал       | Фінал |
| Спортсмен         | Дисципліна                          | Час       | Відставання | Місце |
| ----------------- | ----------------------------------- | --------- | ----------- | ----- |
| Нарусе Набу       | 15 км вільним стилем (чоловіки)     | 36:01.6   | +2:25.3     | 49    |
| Нарусе Набу       | дуатлон 30 км (чоловіки)            | 1:22:11.1 | +6:59.7     | 39    |
| Фукуда Нобуко     | 10 км вільним стилем (жінки)        | 27:47.7   | +2:49.3     | 52    |
| Ісіда Масако      | гонка переслідування, 15 км (жінки) | 42.24.3   | +2:26.2     | 20    |
| Касівабара Мітіко | 10 км вільним стилем (жінки)        | 28:32.0   | +3:33.6     | 61    |

Спринт
| Спортсмен     | Дисципліна        | Кваліфікація | Кваліфікація | Чвертьфінал | Чвертьфінал | Півфінал   | Півфінал   | Фінал      | Фінал      |
| Спортсмен     | Дисципліна        | Час          | Місце        | Час         | Місце       | Час        | Місце      | Час        | Місце      |
| ------------- | ----------------- | ------------ | ------------ | ----------- | ----------- | ---------- | ---------- | ---------- | ---------- |
| Онда Юїті     | спринт (чоловіки) | 3:38.49      | 11 Q         | 3:37.9      | 4           | не пройшов | не пройшов | не пройшов | не пройшов |
| Нацумі Мадока | спринт (жінки)    | 3:48.48      | 22 Q         | 3:42.6      | 6           | не пройшла | не пройшла | не пройшла | не пройшла |

## Санний спорт
| Оґуті Такахіса | одномісні сани (чоловіки) | 49.542                                             |                                                    | 49.780                                             |                                                    | 49.818                                             |                                                    | 49.903                                             |                                                    | 3:19.043                                           | 30                                                 |                                                    |                                                    |
| Харада Мадока  | одномісні сани (жінки)    | 42.608                                             |                                                    | 42.112                                             |                                                    | 42.572                                             |                                                    | 43.188                                             |                                                    | 2:50.480                                           | 26                                                 |                                                    |                                                    |
| Ясуда Ая       | одномісні сани (жінки)    | Дискваліфікована через перевищення допустимої ваги | Дискваліфікована через перевищення допустимої ваги | Дискваліфікована через перевищення допустимої ваги | Дискваліфікована через перевищення допустимої ваги | Дискваліфікована через перевищення допустимої ваги | Дискваліфікована через перевищення допустимої ваги | Дискваліфікована через перевищення допустимої ваги | Дискваліфікована через перевищення допустимої ваги | Дискваліфікована через перевищення допустимої ваги | Дискваліфікована через перевищення допустимої ваги | Дискваліфікована через перевищення допустимої ваги | Дискваліфікована через перевищення допустимої ваги |

## Скелетон
| Спортсмен      | Дисципліна | 1-й заїзд       | 1-й заїзд       | 2-й заїзд       | 2-й заїзд       | 3-й заїзд       | 3-й заїзд       | 4-й заїзд       | 4-й заїзд       | Сума            | Сума            |
| Спортсмен      | Дисципліна | Час             | Місце           | Час             | Місце           | Час             | Місце           | Час             | Місце           | Час             | Місце           |
| -------------- | ---------- | --------------- | --------------- | --------------- | --------------- | --------------- | --------------- | --------------- | --------------- | --------------- | --------------- |
| Косі Кадзухіро | чоловіки   | 54.02           |                 | 54.10           |                 | 53.74           |                 | 53.42           |                 | 3:35.28         | 20              |
| Таяма Сінсуке  | чоловіки   | 53.94           |                 | 53.84           |                 | 54.03           |                 | 53.36           |                 | 3:35.17         | 19              |
| Комуро Нодзомі | жінки      | дискваліфікація | дискваліфікація | дискваліфікація | дискваліфікація | дискваліфікація | дискваліфікація | дискваліфікація | дискваліфікація | дискваліфікація | дискваліфікація |

## Сноубординг
Хафпайп
| Спортсмен        | Дисципліна         | Кваліфікація | Кваліфікація | Півфінал | Півфінал | Фінал | Фінал |
| Спортсмен        | Дисципліна         | Бали         | Місце        | Бали     | Місце    | Бали  | Місце |
| ---------------- | ------------------ | ------------ | ------------ | -------- | -------- | ----- | ----- |
| Аоно Рьо         | хафпайп (чоловіки) | 43.1         | 2 QF         | Bye      | Bye      | 32.9  | 9     |
| Кокубо Кадзухіро | хафпайп (чоловіки) | 42.5         | 2 QF         | Bye      | Bye      | 35.7  | 8     |
| Кохей Кудо       | хафпайп (чоловіки) | 37.1         | 7 QS         | 33.5     | 8        | DNQ   | DNQ   |
| Муракамі Дайсуке | хафпайп (чоловіки) | 23.5         | 15           | DNQ      | DNQ      | DNQ   | DNQ   |
| Накасіма Сіхо    | хафпайп (жінки)    | 31.4         | 14 QS        | 34.9     | 7        | DNQ   | DNQ   |
| Окада Рана       | хафпайп (жінки)    | 7.2          | 29           | DNQ      | DNQ      | DNQ   | DNQ   |
| Ямаока Соко      | хафпайп (жінки)    | 37.0         | 9 QS         | 30.6     | 10       | DNQ   | DNQ   |

Паралельний слалом
| Спортсменка    | Дисципліна                    | Кваліфікація | Кваліфікація | 1/8 фіналу                    | Чвертьфінал  | Півфінал     | Фінал        | Фінал |
| Спортсменка    | Дисципліна                    | Час          | Місце        | Суперник Час                  | Суперник Час | Суперник Час | Суперник Час | Місце |
| -------------- | ----------------------------- | ------------ | ------------ | ----------------------------- | ------------ | ------------ | ------------ | ----- |
| Нофудзі Юкі    | гігантський слалом (чоловіки) | 1:23.88      | 27           | DNQ                           | DNQ          | DNQ          | DNQ          | DNQ   |
| Такеуті Томока | гігантський слалом (жінки)    | 1:24.42      | 10 Q         | Клаудія Ріглер (AUT) L +12.68 | DNQ          | DNQ          | DNQ          | DNQ   |
| Янетані Ері    | гігантський слалом (жінки)    | 1:26.39      | 21           | DNQ                           | DNQ          | DNQ          | DNQ          | DNQ   |

Сноуборд-кросс
| Спорстмен     | Дисципліна           | Посів   | Посів | Чвертьфінал | Півфінал | Фінал   | Фінал |
| Спорстмен     | Дисципліна           | Час     | Місце | Позиція     | Позиція  | Позиція | Місце |
| ------------- | -------------------- | ------- | ----- | ----------- | -------- | ------- | ----- |
| Доі Нацуко    | сноубордкрос (жінки) | 1:31.23 | 14 Q  | 3           | DNQ      | DNQ     | DNQ   |
| Фудзіморі Юка | сноубордкрос (жінки) | DNS     | DNS   | DNS         | DNS      | DNS     |       |

## Стрибки з трампліна
| Спортсмен                                           | Дисципліна                                     | Кваліфікація | Кваліфікація | Перший раунд | Перший раунд | Фінал | Фінал  | Фінал |
| Спортсмен                                           | Дисципліна                                     | Бали         | Місце        | Бали         | Місце        | Бали  | Разом  | Місце |
| --------------------------------------------------- | ---------------------------------------------- | ------------ | ------------ | ------------ | ------------ | ----- | ------ | ----- |
| Іто Дайкі                                           | великий трамплін (чоловіки)                    | 142.6        | 2 Q          | 95.6         | 30 Q         | 121.3 | 216.9  | 20    |
| Іто Дайкі                                           | нормальний трамплін (чоловіки)                 | 134.5        | 5 Q          | 125.0        | 10 Q         | 124.5 | 249.5  | 15    |
| Касай Норіакі                                       | великий трамплін (чоловіки)                    | 143.5        | 1 Q          | 105.7        | 21 Q         | 133.5 | 239.2  | 8     |
| Касай Норіакі                                       | нормальний трамплін (чоловіки)                 | 133.5        | 6 Q          | 120.5        | 19 Q         | 124.0 | 244.5  | 17    |
| Окабе Таканобу                                      | великий трамплін (чоловіки)                    | DNS          | DNS          | DNS          | DNS          | DNS   | DNS    | DNS   |
| Окабе Таканобу                                      | нормальний трамплін (чоловіки)                 | DNS          | DNS          | DNS          | DNS          | DNS   | DNS    | DNS   |
| Такеуті Таку                                        | великий трамплін (чоловіки)                    | 121.6        | 22 Q         | 83.9         | 37           | DNQ   | DNQ    | 37    |
| Такеуті Таку                                        | нормальний трамплін (чоловіки)                 | 113.5        | 33 Q         | 110.5        | 34           | DNQ   | DNQ    | 34    |
| Тотімото Сехей                                      | великий трамплін (чоловіки)                    | 123.4        | 19 Q         | 73.4         | 45           | DNQ   | DNQ    | 45    |
| Тотімото Сехей                                      | нормальний трамплін (чоловіки)                 | 111.0        | 39 Q         | 108.5        | 37           | DNQ   | DNQ    | 37    |
| Іто Дайкі Такеуті Таку Тотімото Сехей Касай Норіакі | великий трамплін, командна першість (чоловіки) |              |              | 484.7        | 5 Q          | 523.0 | 1007.7 | 5     |

## Фігурне катання
| Змагання            | Спортсмени                | CD    | CD    | Коротка програма | Коротка програма | Довільна програма | Довільна програма | Підсумок | Підсумок |
| Змагання            | Спортсмени                | Бали  | Місце | Бали             | Місце            | Бали              | Місце             | Бали     | Місце    |
| ------------------- | ------------------------- | ----- | ----- | ---------------- | ---------------- | ----------------- | ----------------- | -------- | -------- |
| Ода Нобунарі        | чоловіче одиночне катання |       |       | 84.85            | 4                | 153.69            | 7                 | 238.54   | 7        |
| Такахасі Дайсуке    | чоловіче одиночне катання |       |       | 90.25            | 3                | 156.98            | 5                 | 247.23   | 3        |
| Кодзука Такахіко    | чоловіче одиночне катання |       |       | 79.59            | 8                | 151.60            | 8                 | 231.19   | 8        |
| Андо Мікі           | жіноче одиночне катання   |       |       | 64.76            | 4                | 124.10            | 6                 | 188.86   | 5        |
| Асада Мао           | жіноче одиночне катання   |       |       | 73.78            | 2                | 131.72            | 2                 | 205.50   | 2        |
| Судзукі Акіко       | жіноче одиночне катання   |       |       | 61.02            | 11               | 120.42            | 7                 | 181.44   | 8        |
| Кеті Рід / Кріс Рід | танці на льоду            | 29.49 | 18    | 50.81            | 14               | 79.30             | 16                | 159.60   | 17       |

## Фристайл
Могул
| Спортсмени   | Дисципліна | Кваліфікація | Кваліфікація | Фінал      | Фінал      |
| Спортсмени   | Дисципліна | Бали         | Місце        | Бали       | Місце      |
| ------------ | ---------- | ------------ | ------------ | ---------- | ---------- |
| Ендо Сьо     | чоловіки   | 24.36        | 8 Q          | 25.38      | 7          |
| Нісі Нобуюкі | чоловіки   | 23.52        | 15 Q         | 25.11      | 9          |
| Озакі Каї    | чоловіки   | 22.07        | 24           | не пройшов | не пройшов |
| Цукіта Юго   | чоловіки   | 23.80        | 11 Q         | 22.74      | 17         |
| Мікі Іто     | жінки      | 21.81        | 15 Q         | 21.63      | 12         |
| Мурата Аріса | жінки      | 22.99        | 11 Q         | 23.22      | 8          |
| Сатоя Тае    | жінки      | 22.15        | 13 Q         | 12.85      | 19         |
| Уемура Айко  | жінки      | 24.31        | 5 Q          | 24.68      | 4          |

Скікросс
| Спортсмен       | Дисципліна | Кваліфікація | Кваліфікація | 1/8 фіналу | Чвертьфінал | Півфінал   | Фінал      | Фінал |
| Спортсмен       | Дисципліна | Час          | Мсце         | Позиція    | Позиція     | Позиція    | Позиція    | Місце |
| --------------- | ---------- | ------------ | ------------ | ---------- | ----------- | ---------- | ---------- | ----- |
| Такізава Хірумі | чоловіки   | 1:15.03      | 26 Q         | 3          | не пройшов  | не пройшов | не пройшов | 29    |
| Фукусіма Норіко | жінки      | 1:20.56      | 21 Q         | 3          | не пройшла  | не пройшла | не пройшла | 22    |

## Шорт-трек
| Спортсмен                                  | Дисципліна              | Попередній заїзд | Попередній заїзд | Чвертьфінал | Чвертьфінал | Півфінал   | Півфінал   | Фінал      | Фінал      |
| Спортсмен                                  | Дисципліна              | Час              | Місце            | Час         | Місце       | Час        | Місце      | Час        | Місце      |
| ------------------------------------------ | ----------------------- | ---------------- | ---------------- | ----------- | ----------- | ---------- | ---------- | ---------- | ---------- |
| Фудзімото Такахіро                         | 500 м (чоловіки)        | 42.366           | 4                | не пройшов  | не пройшов  | не пройшов | не пройшов | не пройшов | не пройшов |
| Фудзімото Такахіро                         | 1000 м (чоловіки)       | 1:26.359         | 4                | не пройшов  | не пройшов  | не пройшов | не пройшов | не пройшов | не пройшов |
| Фудзімото Такахіро                         | 1500 м (чоловіки)       | 2:16.155         | 3 Q              |             |             | 2:15.984   | 6          | не пройшов | не пройшов |
| Такамідо Юдзо                              | 1000 м (чоловіки)       | 1:26.074         | 3                | не пройшов  | не пройшов  | не пройшов | не пройшов | не пройшов | не пройшов |
| Такамідо Юдзо                              | 1500 м (чоловіки)       | 2:15.402         | 5                |             |             | не пройшов | не пройшов | не пройшов | не пройшов |
| Йосідзава Юнпей                            | 500 м (чоловіки)        | 42.158           | 2 Q              | 41.906      | 4           | не пройшов | не пройшов | не пройшов | не пройшов |
| Йосідзава Юнпей                            | 1500 м (чоловіки)       | 2:30.701         | 5 ADV            |             |             | 2:15.129   | 6          | не пройшов | не пройшов |
| Іто Аюко                                   | 1000 м (жінки)          | 1:31.137         | 3                | не пройшла  | не пройшла  | не пройшла | не пройшла | не пройшла | не пройшла |
| Одзава Міка                                | 1000 м (жінки)          | 1:32.577         | 2 Q              | 1:32.183    | 4           | не пройшла | не пройшла | не пройшла | не пройшла |
| Одзава Міка                                | 1500 м (жінки)          | DSQ              | DSQ              | DSQ         | DSQ         | DSQ        | DSQ        | DSQ        | DSQ        |
| Садакане Хіроко                            | 1500 м (жінки)          | 2:28.046         | 2 Q              |             |             | 2:24.901   | 4 QB       | 2:24.135   | 12         |
| Сакаї Юі                                   | 500 м (жінки)           | 44.341           | 3                | не пройшла  | не пройшла  | не пройшла | не пройшла | не пройшла | не пройшла |
| Сакураї Біба                               | 500 м (жінки)           | 45.146           | 4                | не пройшла  | не пройшла  | не пройшла | не пройшла | не пройшла | не пройшла |
| Сакураї Біба                               | 1000 м (жінки)          | 1:36.416         | 3                | не пройшла  | не пройшла  | не пройшла | не пройшла | не пройшла | не пройшла |
| Сакураї Біба                               | 1500 м (жінки)          | 2:30.458         | 5                | не пройшла  | не пройшла  | не пройшла | не пройшла | не пройшла | не пройшла |
| Іто Аюко Одзава Міка Сакаї Юі Сакураї Біба | естафета 3000 м (жінки) |                  |                  |             |             | 4:13.752   | 3 QB       | 4:28.745   | 7          |